# Adergoudounbades
Adergoudounbades fou un kanārang  (governador de la zona fronterera oriental) nomenat pel rei sassànida Cobades I (488-531) esmentat per Procopi amb el nom indicat, que correspondria al nom persa Adurgundbad, abreviatura de Adurgušnaspbad. Va succeir al seu parent Gousanastades (probablement Gušnaspdad), que havia estat executat per orde del rei.
Quan Còsroes I va voler assegurar la successió i va planejar matar el seu nebot Cobades, fill del Zames (el segon fill del rei Cobades I), Cobades es va posar sota la protecció de Adergoudounbades. Llavors Còsroes va planejar matar el kanarang amb ajut del fill d'aquest Varrames (Bahram o Vahram) i finalment aquest mà matar el seu pare i va rebre en premi el govern de la frontera que el seu pare havia exercit. El príncep Kabad va fugir a l'oest i es va refugiar a territori romà d'Orient.